# Circondario di Kusel
Il circondario di Kusel (targa KUS) è un circondario (Landkreis) della Renania-Palatinato, in Germania.

Comprende 3 città e 95 comuni.

Capoluogo è Kusel, il centro maggiore è Schönenberg-Kübelberg.

## Geografia antropica
Tra parentesi gli abitanti al 31 dicembre 2021, il capoluogo della comunità amministrativa è contrassegnato da un asterisco.

### Comunità amministrative (Verbandsgemeinde)
- Verbandsgemeinde Kusel-Altenglan, con i comuni:

1. Albessen (142)
2. Altenglan (2 691)
3. Bedesbach (765)
4. Blaubach (390)
5. Bosenbach (681)
6. Dennweiler-Frohnbach (269)
7. Ehweiler (163)
8. Elzweiler (129)
9. Erdesbach (596)
10. Etschberg (659)
11. Föckelberg (366)
12. Haschbach am Remigiusberg (655)
13. Herchweiler (485)
14. Horschbach (230)
15. Konken (832)
16. Körborn (335)
17. Kusel, città * (5 594)
18. Neunkirchen am Potzberg (424)
19. Niederalben (316)
20. Niederstaufenbach (260)
21. Oberalben (221)
22. Oberstaufenbach (282)
23. Pfeffelbach (882)
24. Rammelsbach (1 440)
25. Rathsweiler (139)
26. Reichweiler (528)
27. Ruthweiler (435)
28. Rutsweiler am Glan (307)
29. Schellweiler (502)
30. Selchenbach (301)
31. Thallichtenberg (530)
32. Theisbergstegen (699)
33. Ulmet (649)
34. Welchweiler (181)

- 2. Verbandsgemeinde Lauterecken-Wolfstein

1. Adenbach (140)
2. Aschbach (304)
3. Buborn (137)
4. Cronenberg (153)
5. Deimberg (97)
6. Einöllen (421)
7. Eßweiler (384)
8. Ginsweiler (273)
9. Glanbrücken (472)
10. Grumbach (461)
11. Hausweiler (40)
12. Hefersweiler (544)
13. Heinzenhausen (255)
14. Herren-Sulzbach (165)
15. Hinzweiler (325)
16. Hohenöllen (352)
17. Homberg (199)
18. Hoppstädten (281)
19. Jettenbach (790)
20. Kappeln (183)
21. Kirrweiler (161)
22. Kreimbach-Kaulbach (739)
23. Langweiler (219)
24. Lauterecken, città * (1 974)
25. Lohnweiler (381)
26. Medard (443)
27. Merzweiler (155)
28. Nerzweiler (112)
29. Nußbach (547)
30. Oberweiler im Tal (164)
31. Oberweiler-Tiefenbach (264)
32. Odenbach (820)
33. Offenbach-Hundheim (1 037)
34. Reipoltskirchen (343)
35. Relsberg (174)
36. Rothselberg (615)
37. Rutsweiler an der Lauter (364)
38. Sankt Julian (1 089)
39. Unterjeckenbach (73)
40. Wiesweiler (395)
41. Wolfstein, città (1 843)

- Verbandsgemeinde Oberes Glantal, con i comuni:

1. Altenkirchen (Renania-Palatinato) (1 298)
2. Börsborn (406)
3. Breitenbach (1 794)
4. Brücken (Kusel) (2 082)
5. Dittweiler (822)
6. Dunzweiler (852)
7. Frohnhofen (494)
8. Glan-Münchweiler (1 244)
9. Gries (1 075)
10. Henschtal (321)
11. Herschweiler-Pettersheim (1 265)
12. Hüffler (497)
13. Krottelbach (636)
14. Langenbach (452)
15. Matzenbach (618)
16. Nanzdietschweiler (1 140)
17. Ohmbach (791)
18. Quirnbach/ Pfalz (478)
19. Rehweiler (432)
20. Schönenberg-Kübelberg * (5 530)
21. Steinbach am Glan (873)
22. Wahnwegen (672)
23. Waldmohr, città (5 211)